# Harold Jeffreys
Harold Jeffreys (22 de abril de 1891 – 18 de marzo de 1989) fue un matemático, estadistístico, geofísico y astrónomo británico.

## Biografía
Jeffreys nació en Fatfield, Washington, County Durham, Inglaterra. Cursó sus estudios en la Universidad Armstrong en Newcastle upon Tyne, más tarde en la Universidad de Durham y por último en la University of London External Programme. Más tarde asistió al St John's College de Cambridge; en la universidad de dicha ciudad, se desempeñó como profesor de matemática, luego de geofísica y finalmente fue Profesor Plumiano de astronomía.
Se casó con una colega matemática y física, Bertha Swirles (1903-1999), en 1940 y juntos escribieron Methods of Mathematical Physics.
Una de sus principales contribuciones fue al campo de la probabilidad y la estadística, además de haber originado la idea de que el núcleo de la Tierra fuese líquido. Fue nombrado caballero en 1953.
Jeffreys recibió la Medalla Dorada de la Sociedad Real de Astrónomos en 1937, la Medalla Copley de la Royal Society en 1960, y la Medalla Gun de la Sociedad Real de Estadistas en 1962. En 1948, obtuvo el Premio Charles Lagrange de la Académie royale des Sciences, des Lettres et des Beaux-Arts de Belgique.
Desde 1939 hasta 1952 trabajó como Director del International Seismological Summary más tarde conocido como International Seismological Centre.

## Oposición a la deriva continental
Jeffreys era un fuerte opositor a la idea de la deriva continental. Para él, esta hipótesis era imposible porque no existe una fuerza lo suficientemente potente para mover los continentes por el planeta de tal forma.

## Premios
- 1925: Miembro de la Royal Society.
- 1927: Premio Adams.
- 1937: Medalla de oro de la Real Sociedad Astronómica.
- 1929: Premio Buchan, Royal Meteorological Society.
- 1939: Medalla Murchison de la Sociedad Geológica de Londres.
- 1941: Victoria Medal, Royal Geographical Society.
- 1948: LaGrange Prize, Brussels Academy.
- 1948: Medalla Real.
- 1952: William Bowie Medal, American Geophysical Union.
- 1953: Nombrado caballero.
- 1961: Medalla Copley, Royal Society.
- 1962: Premio Vetlesen .